# 미하엘 마트
미하엘 마트(독일어: Michael Matt, 1979년 4월 9일~)는 오스트리아의 알파인 스키 선수이다. 2018년 동계 올림픽에서 단체전 은메달과 남자 회전 종목 동메달을 획득하였으며 2022년 동계 올림픽에서 단체전 금메달을 획득했다.
형인 마리오와 안드레아스 모두 스키 선수로 활동했다.